# ملعب سامي عوفر
ملعب سامي عوفر ويسمى أيضا باستاد حيفا الدولي، هو أحد احدث الملاعب في مدينة حيفا في إسرائيل ويتسع لأكثر من 30 الف متفرج بدأت عملية انشائه في عام 2009 وافتتح في عام 2014 وبلغت كلفة انشائه قرابة ال500 مليون شيكل إسرائيلي تبرع بجزء من كلفته رجل الأعمال الإسرائيلي سامي عوفر والذي سمي الملعب باسمه، الملعب متعدد الاستعمالات وغالبا مخصص لكرة القدم حيث تقام على ارضه اغلب المباريات المحلية إضافة إلى مباريات ناديي مكابي حيفا وحيفا حابوئيل.

## مباريات ودية دولية
| التاريخ        |         | النتيجة |                 | المناسبة         | عدد المتفرجين |
| -------------- | ------- | ------- | --------------- | ---------------- | ------------- |
| 16 نوفمبر 2014 | إسرائيل | 3-0     | البوسنة والهرسك | تصفيات يورو 2016 | 31,000        |
| 28 مارس 2015   | إسرائيل | 0-3     | ويلز            | تصفيات يورو 2016 | 31,000        |
| 3 سبتمبر 2015  | إسرائيل | 4-0     | أندورا          | تصفيات يورو 2016 | 22,000        |

## وصلات خارجية
- (بالعبرية) الموقع الرسمي
- (بالعبرية) Municipality of Haifa
- (بالعبرية) Haifa Economic Corporation Ltd.
- (بالعبرية) Official Plans